# Uppershausen
Uppershausen ist eine Ortsgemeinde im Eifelkreis Bitburg-Prüm in Rheinland-Pfalz. Sie gehört der Verbandsgemeinde Südeifel an.

## Geographie
Uppershausen liegt am Rande des Naturparks Südeifel. Zur Gemeinde gehört auch der Wohnplatz Merlbach.
Nachbarorte von Uppershausen sind die Ortsgemeinden Krautscheid im Nordosten, Berkoth im Osten, Scheuern im Süden, Plascheid im Südwesten und Heilbach im Nordwesten.

## Geschichte
Bis zum Ende des 18. Jahrhunderts gehörte Uppershausen zur luxemburgischen Herrschaft Neuerburg und war der Verwaltung der Meierei Plascheid zugeordnet.
Im Jahr 1794 hatten französische Revolutionstruppen die Österreichischen Niederlande, zu denen das Herzogtum Luxemburg gehörte, besetzt und im Oktober 1795 annektiert. Von 1797 bis 1814 gehörte der Ort zur Mairie Weidingen im Kanton Neuerburg des Arrondissements Bitburg im Wälderdepartement.
Im Jahr 1815 wurde das ehemals luxemburgische Gebiet östlich der Sauer und der Our auf dem Wiener Kongress dem Königreich Preußen zugeordnet. Damit kam die Gemeinde Uppershausen 1816 zum Kreis Bitburg im Regierungsbezirk Trier in der Provinz Großherzogtum Niederrhein, die 1822 in der Rheinprovinz aufging, und wurde bis 1854 von der Bürgermeisterei Weidingen verwaltet, die nachfolgend in die Bürgermeisterei Oberweis aufging.
Nach dem Ersten Weltkrieg zeitweise französisch besetzt und nach dem Zweiten Weltkrieg der französischen Besatzungszone zugeordnet, ist der Ort seit 1946 Teil des damals neu gebildeten Landes Rheinland-Pfalz.
Uppershausen ist Filialort der Pfarrei Ringhuscheid (heute Ortsteil von Krautscheid).
Statistik zur Einwohnerentwicklung
Die Entwicklung der Einwohnerzahl von Uppershausen, die Werte von 1871 bis 1987 beruhen auf Volkszählungen:
| Jahr | Einwohner |
| ---- | --------- |
| 1815 | 40        |
| 1835 | 60        |
| 1871 | 96        |
| 1905 | 93        |
| 1939 | 104       |
| 1950 | 86        |
| 1961 | 106       |

| Jahr | Einwohner |
| ---- | --------- |
| 1970 | 96        |
| 1987 | 82        |
| 1997 | 81        |
| 2005 | 71        |
| 2011 | 78        |
| 2017 | 68        |
| 2023 | 59        |

## Politik

### Gemeinderat
Der Gemeinderat in Uppershausen besteht aus sechs Ratsmitgliedern, die bei der Kommunalwahl am 9. Juni 2024 in einer Mehrheitswahl gewählt wurden, und dem ehrenamtlichen Ortsbürgermeister als Vorsitzendem.

### Bürgermeister
Alfred Weires ist Ortsbürgermeister von Uppershausen. Da bei der Direktwahl am 26. Mai 2019 kein gültiger Wahlvorschlag eingereicht wurde, oblag die Neuwahl des Bürgermeisters gemäß rheinland-pfälzischer Gemeindeordnung dem Rat. Dieser bestätigte auf seiner konstituierenden Sitzung am 24. Juni 2019 den bisherigen Amtsinhaber Weires in seinem Amt. Bei der Direktwahl am 9. Juni 2024 wurde Alfred Weires als einziger Bewerber mit einem Stimmenanteil von 84,8 % für weitere fünf Jahre in seinem Amt bestätigt.
Der Vorgänger von Weires, Hermann Moos, hatte das Amt von 2009 bis zu seiner Amtsniederlegung 2013 ausgeübt.

### Wappen
| Wappen von Uppershausen | Blasonierung: „Unter gold über rot durch Zinnenschnitt geteiltem Schildhaupt, von silber über blau geteilt, oben ein linksgewendeter schwarzer Wendepflug, unten eine dreizackige goldene Krone.“ |
| Wappen von Uppershausen | Wappenbegründung: Der Ort Uppershausen gehörte bis zum Ende der Feudalzeit zum Hoheitsbereich der Herrschaft Neuerburg und in weiterer Linie zur Grafschaft Vianden. Die Farben Rot und Silber verdeutlichen diese Zugehörigkeit. Die vier vollen und zwei halben Zinnen beziehen sich auf die Stockhäuser des Ortes. Der Wendepflug im Herzbalken symbolisiert die Rodungs- und Ackerbauarbeiten auf unserem welligen Höhenrücken, im Islek gelegen. Im (Himmel-)Blau des Schildfußes und in der Darstellung der Marienkrone wird Bezug genommen auf ein religiöses Moment: Marienverehrung und Widmung der Kapelle an die Muttergottes = Dorfpatronin. |

## Kultur und Sehenswürdigkeiten

### Bauwerke
Eine Kapelle am Ort wurde ursprünglich 1939 als Dank für eine gesunde Rückkehr aus dem Ersten Weltkrieg errichtet, aber erst 1944 mit einem Gottesdienst erstmals als Kirche genutzt. 1965 wurde an ihrer Stelle die jetzige Kapelle errichtet.

### Grünflächen und Naherholung
Es bestehen ausgebaute Wandermöglichkeiten.

### Regelmäßige Veranstaltungen
Am Wochenende vor dem Volkstrauertag im November findet die örtliche Kirmes statt.

## Wirtschaft und Infrastruktur

### Öffentliche Einrichtungen
Zu den öffentlichen Einrichtungen zählen ein Dorfgemeinschaftshaus sowie ein Kinderspielplatz. Des Weiteren ist die Ortsgemeinde Hauptstandort der Freiwilligen Feuerwehr, der Ortschaften Berkoth, Uppershausen und Scheuern.

### Verkehr
An Uppershausen führt die Kreisstraße 50 vorbei, von der am Ortsrand die Kreisstraße 61 abzweigt.

## Persönlichkeiten
- Marco Hontheim, Schlagzeuger der Band Desaster (früher bei Jupiter Jones), wohnt in Uppershausen.[11]